# Breznica (Makedonski Brod)
Breznica (makedonska: Брезница) är en ort i Nordmakedonien. Den ligger i den centrala delen av landet, 30 kilometer sydväst om huvudstaden Skopje. Breznica ligger 997 meter över havet och antalet invånare är 186.